# Puchar Europy Mistrzyń Krajowych siatkarek (1998/1999)
Puchar Europy Mistrzyń Krajowych 1999 – 39. sezon Pucharu Europy Mistrzyń Krajowych rozgrywanego od 1960 roku, organizowanego przez Europejską Konfederację Piłki Siatkowej (CEV) w ramach europejskich pucharów dla żeńskich klubowych zespołów siatkarskich "starego kontynentu".

## Drużyny uczestniczące
- Asterix Kieldrecht
- Klepp VBL
- Slávia UK AJ Ozap Bratysława
- Dobrinja Sarajewo
- Arke Pollux Oldenzal
- Fujitsu Post Wiedeń
- Castelo da Maia GC
- Holte IF
- CV Tenerife
- Gym Bonnevoie
- Jedinstvo Užice
- Amkodor Mińsk
- Lewski Siconco Sofia
- Panathinaikos Ateny
- Agriacomputer Eger
- Lapos Frenštát pod Radhoštěm
- Hakiryatim Kiryat Haim
- Amici Bacău
- Augusto Kalisz
- RC Cannes
- Konkordia BTV Luzerna
- OK Dubrovnik
- Foppadretti Bergamo
- VakıfBank Ankara
- Kruh-Triverton Czerkasy
- Schweriner SC

## Rozgrywki

### 1. runda
| Data       | Drużyna 1                    | Wynik | Drużyna 2         | Sety             |
| ---------- | ---------------------------- | ----- | ----------------- | ---------------- |
| 10.10.1998 | Asterix Kieldrecht           | 3:0   | Klepp VBL         | 15:8, 15:8, 15:9 |
| 17.10.1998 | Asterix Kieldrecht           | 3:0   | Klepp VBL         | 15:5, 15:4, 15:1 |
|            |                              |       |                   |                  |
| 10.10.1998 | Slávia UK AJ Ozap Bratysława | 3:0   | Dobrinja Sarajewo | 15:0, 15:1, 15:2 |
| 11.10.1998 | Slávia UK AJ Ozap Bratysława | 3:0   | Dobrinja Sarajewo | 15:0, 15:0, 15:5 |

### 2. runda
| Data       | Drużyna 1                    | Wynik | Drużyna 2                    | Sety                           |
| ---------- | ---------------------------- | ----- | ---------------------------- | ------------------------------ |
| 28.11.1998 | Arke Pollux Oldenzal         | 0:3   | Konkordia BTV Luzerna        | 8:15, 10:15, 12:15             |
| 06.12.1998 | Arke Pollux Oldenzal         | 3:0   | Konkordia BTV Luzerna        | 15:12, 15:12, 15:10            |
|            |                              |       |                              |                                |
| 28.11.1998 | Fujitsu Post Wiedeń          | 3:0   | Castelo da Maia GC           | 15:9, 15:6, 15:7               |
| 06.12.1998 | Fujitsu Post Wiedeń          | 3:0   | Castelo da Maia GC           | 15:8, 15:13, 15:11             |
|            |                              |       |                              |                                |
| 04.12.1998 | Holte IF                     | 0:3   | Asterix Kieldrecht           | 2:15, 1:15, 6:15               |
| 05.12.1998 | Holte IF                     | 0:3   | Asterix Kieldrecht           | 2:15, 9:15, 3:15               |
|            |                              |       |                              |                                |
| 28.11.1998 | CV Tenerife                  | 3:0   | Gym Bonnevoie                | 15:1, 15:7, 15:2               |
| 05.12.1998 | CV Tenerife                  | 3:0   | Gym Bonnevoie                | 15:6, 15:6, 15:9               |
|            |                              |       |                              |                                |
| 28.11.1998 | Jedinstvo Užice              | 0:3   | Amkodor Mińsk                | 11:15, 14:16, 7:15             |
| 06.12.1998 | Jedinstvo Užice              | 1:3   | Amkodor Mińsk                | 8:15, 11:15, 15:6, 10:15       |
|            |                              |       |                              |                                |
| 28.11.1998 | Lewski Siconco Sofia         | 1:3   | Slávia UK AJ Ozap Bratysława | 3:15, 3:15, 15:13, 11:15       |
| 05.12.1998 | Lewski Siconco Sofia         | 1:3   | Slávia UK AJ Ozap Bratysława | 12:15, 6:15, 15:13, 10:15      |
|            |                              |       |                              |                                |
| 28.11.1998 | Panathinaikos Ateny          | 3:0   | Agriacomputer Eger           | 15:8, 15:2, 15:2               |
| 06.12.1998 | Panathinaikos Ateny          | 3:2   | Agriacomputer Eger           | 15:8, 10:15, 15:6, 7:15, 15:10 |
|            |                              |       |                              |                                |
| 02.12.1998 | Lapos Frenštát pod Radhoštěm | 3:0   | Hakiryatim Kiryat Haim       | 15:3, 16:14, 15:7              |
| 05.12.1998 | Lapos Frenštát pod Radhoštěm | 3:0   | Hakiryatim Kiryat Haim       | 15:8, 15:9, 15:7               |

### Faza grupowa

#### Grupa A
Tabela
| Lp. | Drużyna               | Pkt | Mecze | Mecze | Mecze | Sety | Sety | Sety  | Małe punkty | Małe punkty | Małe punkty |
| Lp. | Drużyna               | Pkt | M     | W     | P     | wyg. | prz. | ratio | zdob.       | str.        | ratio       |
| --- | --------------------- | --- | ----- | ----- | ----- | ---- | ---- | ----- | ----------- | ----------- | ----------- |
| 1   | RC Cannes             | 13  | 7     | 6     | 1     | 19   | 5    | 3.800 | 584         | 438         | 1.333       |
| 2   | CV Tenerife           | 13  | 7     | 6     | 1     | 18   | 7    | 2.571 | 572         | 509         | 1.124       |
| 3   | Augusto Kalis         | 12  | 7     | 5     | 2     | 17   | 6    | 2.833 | 544         | 453         | 1.201       |
| 4   | Fujitsu Post Wiedeń   | 12  | 7     | 5     | 2     | 16   | 8    | 2.000 | 558         | 497         | 1.123       |
| 5   | Amkodor Mińsk         | 9   | 7     | 2     | 5     | 9    | 15   | 0.600 | 496         | 526         | 0.943       |
| 6   | OK Dubrovnik          | 9   | 7     | 2     | 5     | 7    | 19   | 0.368 | 484         | 597         | 0.811       |
| 7   | Konkordia BTV Luzerna | 8   | 7     | 1     | 6     | 7    | 19   | 0.368 | 522         | 598         | 0.873       |
| 8   | Amici Bacău           | 8   | 7     | 1     | 6     | 6    | 20   | 0.300 | 475         | 617         | 0.770       |

Źródło: cev.lu
Zasady ustalania kolejności: 1. liczba zdobytych punktów; 2. wyższy stosunek setów; 3. wyższy stosunek małych punktów.
Punktacja: zwycięstwo – 2 pkt; porażka – 1 pkt
Wyniki
| Data       | Drużyna 1             | Wynik | Drużyna 2             | Sety                              |
| ---------- | --------------------- | ----- | --------------------- | --------------------------------- |
| 13.01.1999 | Fujitsu Post Wiedeń   | 3:1   | Augusto Kalisz        | 25:20, 26:28, 25:18, 25:18        |
| 13.01.1999 | Amkodor Mińsk         | 3:0   | OK Dubrovnik          | 25:15, 25:16, 25:9                |
| 13.01.1999 | CV Tenerife           | 3:0   | Amici Bacău           | 25:13, 25:20, 25:17               |
| 13.01.1999 | Konkordia BTV Luzerna | 0:3   | RC Cannes             | 14:25, 19:25, 15:25               |
|            |                       |       |                       |                                   |
| 20.01.1999 | Amici Bacău           | 0:3   | Fujitsu Post Wiedeń   | 17:25, 25:27, 15:25               |
| 20.01.1999 | Augusto Kalisz        | 3:0   | Konkordia BTV Luzerna | 25:17, 25:19, 25:23               |
| 20.01.1999 | Amkodor Mińsk         | 0:3   | CV Tenerife           | 19:25, 23:25, 17:25               |
| 20.01.1999 | OK Dubrovnik          | 1:3   | RC Cannes             | 12:25, 25:20, 14:25, 23:25        |
|            |                       |       |                       |                                   |
| 27.01.1999 | Fujitsu Post Wiedeń   | 3:1   | Amkodor Mińsk         | 20:25, 25:11, 25:16, 25:23        |
| 27.01.1999 | Konkordia BTV Luzerna | 3:1   | Amici Bacău           | 25:20, 25:27, 25:11, 25:22        |
| 27.01.1999 | RC Cannes             | 3:1   | Augusto Kalisz        | 25:20, 23:25, 25:20, 25:19        |
| 27.01.1999 | CV Tenerife           | 3:0   | OK Dubrovnik          | 25:20, 25:18, 25:16               |
|            |                       |       |                       |                                   |
| 03.02.1999 | Amici Bacău           | 0:3   | RC Cannes             | 11:25, 16:25, 14:25               |
| 03.02.1999 | Amkodor Mińsk         | 3:0   | Konkordia BTV Luzerna | 25:17, 25:21, 25:18               |
| 04.02.1999 | OK Dubrovnik          | 0:3   | Augusto Kalisz        | 24:26, 11:25, 13:25               |
| 03.02.1999 | CV Tenerife           | 3:1   | Fujitsu Post Wiedeń   | 25:20, 23:25, 25:13, 26:24        |
|            |                       |       |                       |                                   |
| 10.02.1999 | Augusto Kalisz        | 3:0   | Amici Bacău           | 25:15, 25:18, 25:12               |
| 10.02.1999 | Fujitsu Post Wiedeń   | 3:0   | OK Dubrovnik          | 25:23, 25:12, 25:20               |
| 10.02.1999 | RC Cannes             | 3:0   | Amkodor Mińsk         | 25:14, 25:18, 25:19               |
| 10.02.1999 | Konkordia BTV Luzerna | 2:3   | CV Tenerife           | 25:21, 23:25, 13:25, 27:25, 10:15 |
|            |                       |       |                       |                                   |
| 17.02.1999 | Amkodor Mińsk         | 0:3   | Augusto Kalisz        | 16:25, 20:25, 16:25               |
| 17.02.1999 | OK Dubrovnik          | 3:2   | Amici Bacău           | 25:16, 20:25, 21:25, 25:18, 15:8  |
| 17.02.1999 | Fujitsu Post Wiedeń   | 3:0   | Konkordia BTV Luzerna | 25:14, 25:19, 25:19               |
| 17.02.1999 | CV Tenerife           | 3:1   | RC Cannes             | 12:25, 25:22, 25:23, 25:21        |
|            |                       |       |                       |                                   |
| 23.02.1999 | Amici Bacău           | 3:2   | Amkodor Mińsk         | 26:28, 25:19, 18:25, 25:23, 16:14 |
| 23.02.1999 | Konkordia BTV Luzerna | 2:3   | OK Dubrovnik          | 25:18, 25:21, 26:28, 23:25, 10:15 |
| 23.02.1999 | Augusto Kalisz        | 3:0   | CV Tenerife           | 25:18, 25:16, 25:16               |
| 23.02.1999 | RC Cannes             | 3:0   | Fujitsu Post Wiedeń   | 25:15, 25:21, 25:17               |

#### Grupa B
Tabela
| Lp. | Drużyna                      | Pkt | Mecze | Mecze | Mecze | Sety | Sety | Sety   | Małe punkty | Małe punkty | Małe punkty |
| Lp. | Drużyna                      | Pkt | M     | W     | P     | wyg. | prz. | ratio  | zdob.       | str.        | ratio       |
| --- | ---------------------------- | --- | ----- | ----- | ----- | ---- | ---- | ------ | ----------- | ----------- | ----------- |
| 1   | Foppapedretti Bergamo        | 14  | 7     | 7     | 0     | 21   | 2    | 10.500 | 557         | 406         | 1.372       |
| 2   | Vakifbank Ankara             | 13  | 7     | 6     | 1     | 18   | 11   | 1.636  | 653         | 603         | 1.083       |
| 3   | Panathinaikos Ateny          | 12  | 7     | 5     | 2     | 17   | 7    | 2.429  | 553         | 493         | 1.122       |
| 4   | Schweriner SC                | 10  | 7     | 3     | 4     | 12   | 14   | 0.857  | 582         | 584         | 0.997       |
| 5   | Slávia UK AJ Ozap Bratysława | 10  | 7     | 3     | 4     | 12   | 14   | 0.857  | 531         | 585         | 0.908       |
| 6   | Lapos Frenštát pod Radhoštěm | 9   | 7     | 2     | 5     | 10   | 16   | 0.625  | 539         | 588         | 0.917       |
| 7   | Kruh-Triverton Czerkasy      | 8   | 7     | 1     | 6     | 8    | 20   | 0.400  | 600         | 652         | 0.920       |
| 8   | Asterix Kieldrecht           | 8   | 7     | 1     | 6     | 5    | 19   | 0.263  | 475         | 579         | 0.820       |

Źródło: cev.lu
Zasady ustalania kolejności: 1. liczba zdobytych punktów; 2. wyższy stosunek setów; 3. wyższy stosunek małych punktów.
Punktacja: zwycięstwo – 2 pkt; porażka – 1 pkt
Wyniki
| Data       | Drużyna 1                    | Wynik | Drużyna 2                    | Sety                              |
| ---------- | ---------------------------- | ----- | ---------------------------- | --------------------------------- |
| 13.01.1999 | Slávia UK AJ Ozap Bratysława | 0:3   | Foppapedretti Bergamo        | 11:25, 23:25, 12:25               |
| 13.01.1999 | Lapos Frenštát pod Radhoštěm | 2:3   | Vakifbank Ankara             | 19:25, 25:22, 25:23, 16:25, 11:15 |
| 13.01.1999 | Asterix Kieldrecht           | 0:3   | Schweriner SC                | 15:25, 27:29, 20:25               |
| 14.01.1999 | Panathinaikos Ateny          | 3:0   | Kruh-Triverton Czerkasy      | 25:21, 25:22, 25:18               |
|            |                              |       |                              |                                   |
| 20.01.1999 | Panathinaikos Ateny          | 3:0   | Slávia UK AJ Ozap Bratysława | 25: 8, 25:19, 25:11               |
| 20.01.1999 | Kruh-Triverton Czerkasy      | 0:3   | Schweriner SC                | 21:25, 22:25, 26:28               |
| 20.01.1999 | Foppapedretti Bergamo        | 3:0   | Lapos Frenštát pod Radhoštěm | 25:14, 25:17, 25:20               |
| 21.01.1999 | Vakifbank Ankara             | 3:0   | Asterix Kieldrecht           | 25:14, 25:18, 25:16               |
|            |                              |       |                              |                                   |
| 27.01.1999 | Lapos Frenštát pod Radhoštěm | 0:3   | Panathinaikos Ateny          | 23:25, 23:25, 18:25               |
| 27.01.1999 | Slávia UK AJ Ozap Bratysława | 2:3   | Kruh-Triverton Czerkasy      | 17:25, 25:22, 25:23, 18:25, 15:17 |
| 27.01.1999 | Schweriner SC                | 2:3   | Vakifbank Ankara             | 28:26, 24:26, 25:12, 19:25, 11:15 |
| 27.01.1999 | Asterix Kieldrecht           | 0:3   | Foppapedretti Bergamo        | 13:25, 21:25, 16:25               |
|            |                              |       |                              |                                   |
| 03.02.1999 | Panathinaikos Ateny          | 3:1   | Asterix Kieldrecht           | 21:25, 25:22, 25:16, 25:13        |
| 03.02.1999 | Kruh-Triverton Czerkasy      | 1:3   | Vakifbank Ankara             | 23:25, 25:19, 19:25, 20:25        |
| 03.02.1999 | Slávia UK AJ Ozap Bratysława | 3:0   | Lapos Frenštát pod Radhoštěm | 25:18, 25:18, 25:13               |
| 03.02.1999 | Foppapedretti Bergamo        | 3:0   | Schweriner SC                | 25:19, 25:22, 25:13               |
|            |                              |       |                              |                                   |
| 10.02.1999 | Vakifbank Ankara             | 0:3   | Foppapedretti Bergamo        | 25:27, 16:25, 21:25               |
| 10.02.1999 | Lapos Frenštát pod Radhoštěm | 3:1   | Kruh-Triverton Czerkasy      | 25:17, 31:29, 23:25, 25:20        |
| 10.02.1999 | Schweriner SC                | 0:3   | Panathinaikos Ateny          | 21:25, 24:26, 25:27               |
| 10.02.1999 | Asterix Kieldrecht           | 1:3   | Slávia UK AJ Ozap Bratysława | 22:25, 25:21, 17:25, 18:25        |
|            |                              |       |                              |                                   |
| 17.02.1999 | Panathinaikos Ateny          | 2:3   | Vakifbank Ankara             | 22:25, 25:22, 23:25, 25:22, 13:15 |
| 17.02.1999 | Kruh-Triverton Czerkasy      | 2:3   | Foppapedretti Bergamo        | 21:25, 16:25, 25:21, 25:19, 10:15 |
| 17.02.1999 | Lapos Frenštát pod Radhoštěm | 3:0   | Asterix Kieldrecht           | 25:18, 25:22, 25:21               |
| 17.02.1999 | Slávia UK AJ Ozap Bratysława | 3:1   | Schweriner SC                | 26:24, 20:25, 25:23, 25:21        |
|            |                              |       |                              |                                   |
| 23.02.1999 | Vakifbank Ankara             | 3:1   | Slávia UK AJ Ozap Bratysława | 25:17, 25:19, 24:26, 25:18        |
| 23.02.1999 | Schweriner SC                | 3:2   | Lapos Frenštát pod Radhoštěm | 14:25, 22:25, 25:15, 25:23, 15:12 |
| 23.02.1999 | Asterix Kieldrecht           | 3:1   | Kruh-Triverton Czerkasy      | 25:22, 25:13, 21:25, 25:23        |
| 23.02.1999 | Foppapedretti Bergamo        | 3:0   | Panathinaikos Ateny          | 25:17, 25:18, 25:11               |

### Turniej finałowy
Bergamo

#### Półfinały
| Data       | Drużyna 1             | Wynik | Drużyna 2   | Sety                       |
| ---------- | --------------------- | ----- | ----------- | -------------------------- |
| 13.03.1999 | Vakifbank Ankara      | 3:1   | RC Cannes   | 25:23, 25:22, 19:25, 25:21 |
| 13.03.1999 | Foppapedretti Bergamo | 3:0   | CV Tenerife | 25:18, 25:12, 25:12        |

#### Mecz o 3. miejsce
| Data       | Drużyna 1 | Wynik | Drużyna 2   | Sety                |
| ---------- | --------- | ----- | ----------- | ------------------- |
| 14.03.1999 | RC Cannes | 3:0   | CV Tenerife | 25:15, 25:19, 25:20 |

#### Finał
| Data       | Drużyna 1             | Wynik | Drużyna 2        | Sety                |
| ---------- | --------------------- | ----- | ---------------- | ------------------- |
| 14.03.1999 | Foppapedretti Bergamo | 3:0   | Vakifbank Ankara | 25:15, 25:18, 25:19 |

## Klasyfikacja końcowa
| Miejsce | Drużyna             |
| ------- | ------------------- |
| złoto   | Foppadretti Bergamo |
| srebro  | VakıfBank Ankara    |
| brąz    | RC Cannes           |
| 4.      | CV Tenerife         |